# Ulmerophlebia pipinna
Ulmerophlebia pipinna is een haft uit de familie Leptophlebiidae. De wetenschappelijke naam van de soort is voor het eerst geldig gepubliceerd in 1986 door Suter.
De soort komt voor in het Australaziatisch gebied.